# فرودگاه شهری جکسن (مینه‌سوتا)
فرودگاه شهری جکسن (مینه‌سوتا) (به انگلیسی: Jackson Municipal Airport (Minnesota)) یک فرودگاه همگانی ۱۹۰۰۰ با کد یاتا MJQ است . این فرودگاه در کشور ایالات متحده آمریکا قرار دارد و در ارتفاع ۴۴۱ متری از سطح دریا واقع شده‌است.